# De La Soul
I De La Soul sono un gruppo musicale hip hop statunitense, emerso negli ultimi anni ottanta e che ha fatto scuola nella definizione del genere alternative hip hop, noto in particolare per aver innovato lo stile jazz rap.

## Storia
Posdnuos, Trugoy the Dove e Pasemaster Mase misero in piedi il gruppo mentre frequentavano le scuole superiori e attirarono l'attenzione del produttore Prince Paul grazie a una registrazione demo della canzone Plug Tunin'. Il loro album di debutto, 3 Feet High and Rising, ottenne sensibili successi di critica e fece guadagnare al gruppo la fama di hippie a causa del messaggio pacifista. In breve divennero capofila dei Native Tongues Posse, un movimento politico e musicale composto da diversi artisti hip hop Afroamericani, insieme a A Tribe Called Quest, Black Sheep, Queen Latifah, Jungle Brothers e altri. Me Myself and I è probabilmente il loro maggiore successo, e consolidò ulteriormente la popolarità del gruppo. Tuttavia il gruppo rock the Turtles denunciò la formazione per il campionamento non autorizzato di You Showed Me contenuto in Transmitting Live from Mars. La sentenza sfavorevole ai De La Soul ha anche fatto testo, in quanto da quel momento in poi il campionamento di pezzi di altri richiede un esplicito permesso dell'autore originario.
Il secondo album dei De La Soul, De La Soul Is Dead (1991), ottenne giudizi alterni da parte della critica e non andò troppo bene neanche nelle vendite. Buhloone Mindstate del 1993 e Stakes Is High del 1996 videro il gruppo evolvere verso un nuovo suono, che sebbene ancora non raggiunse un successo commerciale, contribuì ad affermarli come figure di riferimento dell'hip hop alternativo. Quattro anni dopo, i De La Soul fecero un ritorno sulla scena con il primo di una serie di tre album, intitolato Art Official Intelligence: Mosaic Thump.
Nel 2005 parteciparono al progetto Gorillaz di Damon Albarn collaborando alla canzone Feel Good Inc con la quale hanno anche vinto il premio di miglior collaborazione maschile in un brano pop ai Grammy Award.
A maggio 2013 tornano con Get Away, primo singolo del nuovo album previsto per la fine dello stesso anno. Il 26 agosto 2016 viene pubblicato il nono album in studio and the Anonymous Nobody..., che comprende diverse collaborazioni con artisti della musica black, tra i quali Usher e Snoop Dogg, e non solo, come Damon Albarn. La realizzazione del disco è stata interamente finanziata tramite la piattaforma di crowdfunding Kickstarter. Nel 2017 e 2023 collaborano nuovamente con i Gorillaz ai brani Momentz (tratto da Humanz) e Crocadillaz (tratto da Cracker Island).
A febbraio 2023 Trugoy the Dove muore all'età di 54 anni a seguito di problemi cardiaci di cui soffriva già da tempo. Tali problemi lo costrinsero già ad assentarsi alle più recenti apparizioni dal vivo del gruppo. Il mese seguente l'intero catalogo del gruppo è stato reso disponibile nelle principali piattaforme digitali e di streaming a seguito di una lunga disputa legale tra le etichette Warner Records e Tommy Boy Records in merito ai diritti dei loro primi sei album in studio.
Nel 2024 i De La Soul fanno sapere di avere aperto uno shop di ciambelle (donut) per il loro ultimo video musicale Oodles of O's, uscito il 18 ottobre, brano che non era mai stato un singolo ed è tratto dall'album «pietra angolare della storia dell'hip hop» De La Soul Is Dead ('91): vede la partecipazione di cameo di un collettivo di artisti, attori e personalità, da DJ Quik a Flavor Flav, al popolo della Scena di Los Angeles, tutti per onorare l'eredità di Dave "Trugoy the Dove" Jolicoeur.

## Discografia

### Album in studio
- 1989 – 3 Feet High and Rising
- 1991 – De La Soul Is Dead
- 1993 – Buhloone Mindstate
- 1996 – Stakes Is High
- 2000 – Art Official Intelligence: Mosaic Thump
- 2001 – AOI: Bionix
- 2004 – The Grind Date
- 2009 – Are You In?: Nike+ Original Run
- 2012 – Plug 1 & Plug 2 Present... First Serve
- 2016 – and the Anonymous Nobody...

### Album dal vivo
- 2004 – Live at Tramps, NYC, 1996

### Raccolte
- 2001 – Timeless: The Singles Collection
- 2003 – The Best of De La Soul
- 2004 – De La Mix Tape: Remixes, Rarities and Classics
- 2006 – The Impossible: Mission TV Series - Pt. 1

### Singoli
- 1988 – Potholes in My Lawn
- 1988 – Plug Tunin'
- 1989 – Buddy
- 1989 – Eye Know
- 1989 – Me Myself and I
- 1989 – Say No Go
- 1990 – The Magic Number
- 1991 – A Roller Skating Jam Named "Saturdays"
- 1991 – Ring Ring Ring (Ha Ha Hey)
- 1991 – Millie Pulled a Pistol on Santa/Keepin' the Faith
- 1993 – Breakadawn
- 1994 – Ego Trippin' (Part Two)
- 1996 – Stakes Is High
- 1996 – Itzsoweezee (HOT)
- 1996 – The Bizness (feat. Common)
- 1997 – 4 More (feat. Zhané)
- 2000 – Oooh. (feat. Redman)
- 2000 – All Good? (feat. Chaka Khan)
- 2000 – Thru Ya City
- 2002 – Baby Phat (feat. E. Yummy Bingham)
- 2003 – Shoomp/Much More
- 2004 – Shopping Bags (She Got from You)
- 2004 – Rock Co.Kane Flow (feat. MF Doom)